# Pierre de Coubertin

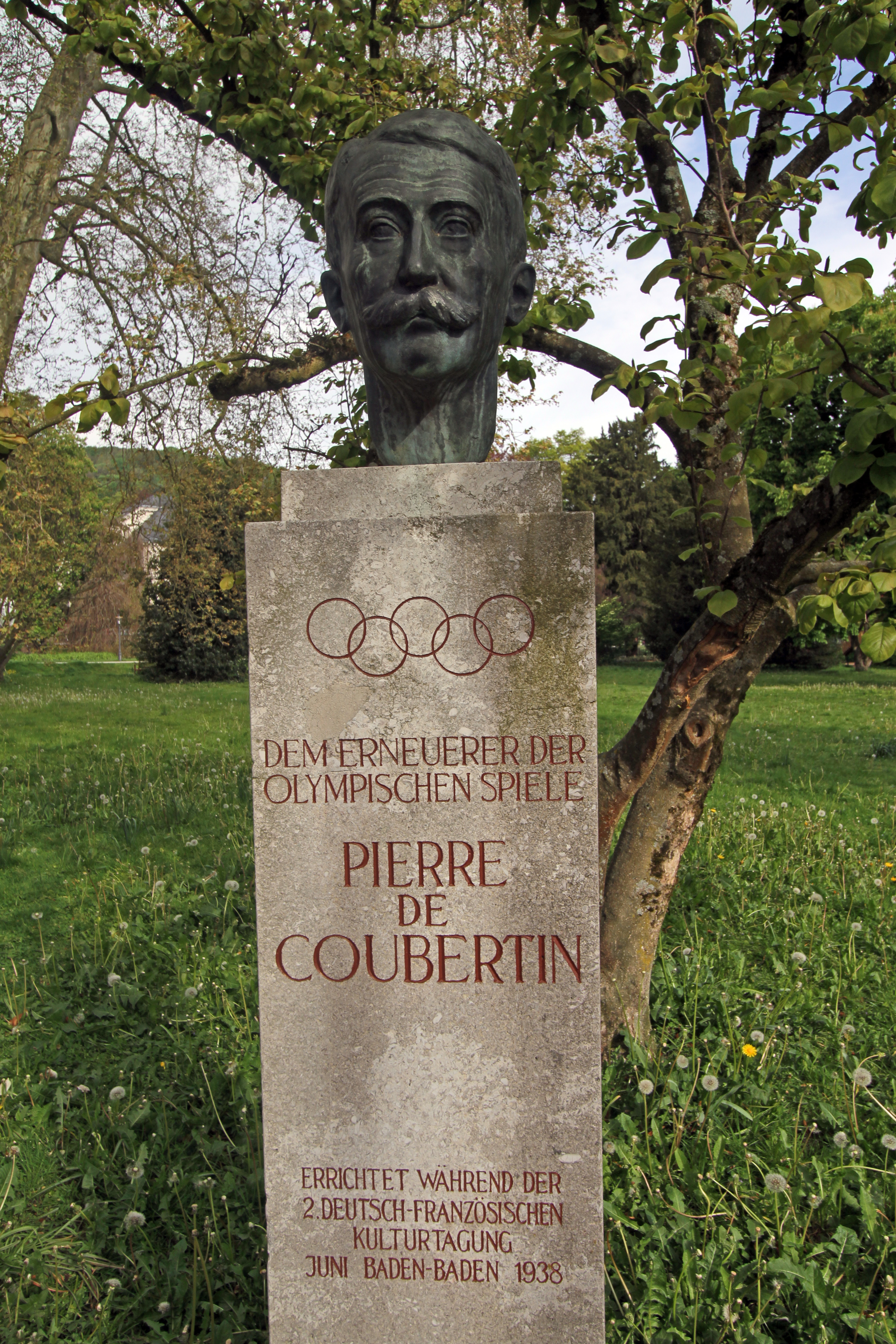
Borstbeeld van Pierre de Coubertin in Baden-Baden

Pierre de Frédy, baron van Coubertin (beter bekend als Pierre (Baron) de Coubertin) (Parijs, 1 januari 1863 – Genève, 2 september 1937) was een Frans historicus en pedagoog die beschikte over het sociale netwerk om de inspiratie van de kleinschalige Wenlock Olympian Society Annual Games te vertalen naar de moderne Olympische Spelen. Hij was ook de tweede voorzitter en secretaris-generaal van het Internationaal Olympisch Comité. Hij startte de eerste moderne olympische spelen op in 1896. Na 1897 zijn de Olympische spelen er elke vier jaar weer.
Een uitspraak die vaak geassocieerd wordt met Pierre de Coubertin is "Deelnemen is belangrijker dan winnen". Dit is echter geen uitspraak van hem. Wel heeft hij in 1908 een uitspraak van de bisschop van Pennsylvania overgenomen.
Deze luidt

Het belangrijke in het leven is niet de triomf, maar de strijd, het essentiële is niet om te hebben gewonnen maar om goed te hebben gestreden.

L'important dans la vie ce n'est point le triomphe, mais le combat, l'essentiel ce n'est pas d'avoir vaincu mais de s'être bien battu.

"Deelnemen is belangrijker dan winnen" is naar alle waarschijnlijkheid een gepopulariseerde samenvatting van het oorspronkelijke citaat van Baron de Coubertin.
Op zijn aandringen werden ook kunstwedstrijden opgenomen in het programma van de Olympische Zomerspelen van 1912.
Coubertin won zelf onder het pseudoniem Georges Hohrod en M. Eschbach een gouden medaille op de Olympische Spelen van 1912 bij het onderdeel literatuur. Deze wedstrijd stond tot en met de Spelen van 1948 op het programma.
Hij studeerde aan de prestigieuze Sciences Po in Parijs.